# Henry Froude Seagram
Captain Henry Froude Seagram (auch Henry Frouwd Seagram; * um Juli 1802 in Wylye; † Oktober 1843 in Gambia) war ein britischer Gouverneur der Kolonie Gambia. Als Nachfolger von Thomas Lewis Ingram war Seagram vom 11. April 1843 an der erste Gouverneur der Kolonie Gambia, nachdem Gambia nicht mehr zusammen mit Sierra Leone verwaltet wurde. Später allerdings, 1866 bis 1888, wurde Gambia wieder unter der Kolonie Sierra Leone verwaltet.
Seagram starb allerdings kurz nach seiner Amtsübernahme im Oktober 1843 an Fieber (Malaria-Infektion?).